# Вокруг смеха
«Вокруг смеха» — популярная развлекательная программа советского и российского телевидения (1978—1991 и 2017). Изначально программу вёл поэт-пародист Александр Иванов. 1 апреля 2017 года, в День смеха, она вернулась в эфир, но уже с новым ведущим Ефимом Шифриным, однако вскоре была закрыта.
Как отметил в одной из передач ведущий Александр Иванов: «Когда передают „Вокруг смеха“ — улицы пустеют».
Последний выпуск программы вышел на «Первом канале» 19 августа 2017 года.

## История

### Создание
Название передачи — аллюзия на название популярного в то время журнала «Вокруг света».
Задумана программа была как совместный проект отдела развлекательных и юмористических передач Центрального телевидения и юмористического отдела «Клуб 12 стульев» «Литературной газеты», и авторами передачи стали многие известные юмористы, среди которых зав. отделом юмора (главный администратор) «Клуба 12 стульев» Виктор Веселовский, автор многих скетчей и сценариев к кинокомедиям Аркадий Инин, писатель Аркадий Арканов и т. д., художником-оформителем стал Игорь Макаров, работавший и неоднократно публиковавшийся в юмористическом отделе «Литературной газеты». Художник Игорь Макаров вспоминал:
В 1978 году благодаря светлой идее Виктора Веселовского, Аркадия Инина и Татьяны Пауховой родилась телепрограмма „Вокруг смеха“. Мы встретились у Инина: режиссёр Г. Черняховский, Т. Паухова — редактор литдрамы ЦТ, В. Веселовский и я, художник-постановщик, — для обсуждения сценария и деталей новой телепрограммы.
Планировалось, что в передаче будут выступать все авторы «Клуба 12 стульев», да и сама передача вобрала в себя известные рубрики юмористического раздела газеты. Например, рубрика «Что бы это значило?», где зрителям-читателям предлагалось придумать смешное название к несуразной фотографии, победителю — автору самого смешного названия — вручался небольшой приз.

### Выбор ведущего
Ведущим должен был стать популярный актёр Ростислав Плятт. В июне 1978 года в Концертной студии телецентра «Останкино» уже всё было готово к съёмкам первой передачи, как вдруг пришло известие, что Ростислав Янович неожиданно заболел и принять участие в съёмках не может. Съёмки отменять было нельзя. Взгляд редактора остановился на выделявшемся своим ростом поэте-пародисте Александре Иванове (1936—1996), очень популярном в то время, который должен был выступить со своими эпиграммами. Вкратце ему была изложена основная идея: он должен был провести всю программу как ведущий, но потом на монтаже его подводки должны были вырезать и заменить на материал с Пляттом. Однако, просматривая готовые кадры, телевизионщики удивились, как неожиданно органичен оказался в роли ведущего Александр. Решено было не только оставить его как ведущего в первой передаче, но и продолжить работу с ним в этом качестве в следующих выпусках.
Существует и другая версия о попадании в передачу её бессменного ведущего. Концепцию программы «Вокруг смеха» придумал замредактора литературно-драматического вещания ТВ Валериан Каландадзе. Когда для программы стали искать ведущего, кандидатур было множество. Почти утвердили Андрея Миронова, но тот уже был звездой, не располагал свободным временем и не смог приехать на запись программы. Пригласить Александра Иванова в качестве ведущего новой юмористической программы Каландадзе решил сам. Кроме интересной фактуры всем, даже властям, импонировала фамилия пародиста. Существует мнение, что сатирой и юмором в СССР в основном занимались люди семитского происхождения, тогда как Иванов в качестве ведущего юмористической программы опровергал этот стереотип.
В некоторых выпусках соведущим был Леонид Ярмольник.

### Структура
Художник Игорь Макаров рисовал шаржи на участников передачи с последующим дарением. Крупно, во весь экран, показывалась серия карикатур Виталия Пескова.
Писатели-юмористы сами читали свои произведения. Приглашались друзья по юмористическому цеху из журнала «Крокодил». Впервые на Центральное телевидение попали клоун Вячеслав Полунин, певица Надежда Бабкина, бард Александр Розенбаум.
Показывались сценки из спектаклей, на которые не могли попасть и посмотреть люди с периферии — телевизор делал это возможным. В передачах участвовали известные актёры, писатели, сатирики, такие как Михаил Жванецкий, Аркадий Арканов, Роман Карцев, Виктор Ильченко, Михаил Задорнов, Григорий Горин, Рина Зелёная, Леонид Утёсов и многие знаменитости. Попасть в передачу было большой честью.
В программу неоднократно пытался попасть Евгений Петросян: он присылал кассеты, звал на концерты, приглашал на семейные посиделки. Но ничего из того, что тогда делал артист, для формата «Вокруг смеха» не подходило. Ян Арлазоров появился в ней лишь раз: авторы передачи сочли, что его выступления рассчитаны на слишком низкий интеллектуальный уровень. А жанр Ефима Шифрина они охарактеризовали как «Райкин для бедных». Хотя однажды, по распоряжению Каландадзе, из новогоднего выпуска вырезали Аллу Пугачёву за то, что та накричала на оператора: «Как ты мог так по-уродски снять мои красивые глаза и ноги!..».

### Закрытие
Программа была закрыта весной 1991 года. На следующий день после показа последнего, как оказалось, 38-го выпуска, вышедшего 1 апреля 1991 года с участием Михаила Грушевского и Лиона Измайлова (рассказы «Дело Гдляна-Иванова», «Политический футбол, Матч сборная СССР — сборная остального мира» и «Что было бы, если бы?»), вышел «Указ о защите чести и достоинства президента СССР» М. С. Горбачёва. После выхода Указа программа «Вокруг смеха» оказалась под запретом и лишилась государственного финансирования. После ГКЧП и распада СССР в новую Россию пришли новые веяния. То, что раньше говорилось тихо и завуалированно, лишь намёками, должно было произноситься теперь громко и призывно, но не утратив повода для насмешек. А в 1996 году скончался и ведущий программы Александр Иванов.
Через несколько лет, в 2003 году, на телеканале «Культура» появилась передача «По следам „Вокруг смеха“» («Вокруг смеха. Нон-стоп»), выходившая в эфир по воскресеньям. Вёл её один из авторов закрытой программы писатель Аркадий Арканов.

### Возрождение
В феврале 2016 года был запущен официальный сайт программы и объявлен кастинг. Премьера состоялась 1 апреля 2017 года на «Первом канале» в 11:20 и в 12:20. Ведущий — Ефим Шифрин. В первом выпуске выступили участники прежнего «Вокруг смеха» — Михаил Боярский, Левон Оганезов и Семён Альтов.
Новая версия «Вокруг смеха» не являлась строго юмористической программой. По мнению телекритиков, она была скорее синтезом «Большой разницы», «Один в один!» и «Минуты славы», а также акробатических номеров, пародий и других смежных жанров. С «Большой разницей» шоу также объединяет участие в «Вокруг смеха» целого ряда артистов, ранее периодически, постоянно или эпизодически появлявшихся в «Большой разнице» (Александр Олешко, Галина Коньшина, Игорь Кистол, Владимир Кисаров, Валентина Рубцова, Светлана Галка, Александр Лобанов, Дмитрий Малашенко, Михаил Полицеймако, а также победитель третьего фестиваля юмора «Большая разница в Одессе» Олег Есенин и участник первого фестиваля Всеволод Москвин). В программе также принимали участники других закрытых юмористических проектов «Первого канала» — «Yesterday Live», «Мульт личности» и «Повтори!»: актёры дубляжа Даниил Щебланов и Ирина Киреева.
В конце августа 2017 года программа была внесена в список архивных проектов на сайте телекомпании «Красный квадрат». Официальных сообщений о закрытии передачи не поступало. Спустя год после прекращения эфиров «Красный квадрат» принял решение возобновить существование проекта, организовав концерт в честь его 40-летия.

## Участники
Писатели
- Владимир Альбинин[29]
- Семён Альтов[30][30][31]
- Аркадий Арканов[31][32][33][34][35][36]
- Владлен Бахнов[29]
- Александр Бобров[37]
- Борис Брайнин[38]
- Виктор Веселовский[29][35][36][37][39][40][41][42][43][44][45][46]
- Владимир Волин[30][47][48]
- Михаил Генин[37]
- Ярослав Голованов[37]
- Григорий Горин[32][39][49]
- Андрей Дементьев[39]
- Николай Доризо[36]
- Михаил Жванецкий[31][34][39][40][46][47][50][51]
- Вадим Жук[31]
- Михаил Задорнов[30][48][50][52]
- Лион Измайлов[37][45]
- Аркадий Инин[34][38][44]
- Игорь Иртеньев[31]
- Фазиль Искандер[53]
- Римма Казакова[38]
- Герберт Кемоклидзе
- Виктор Коклюшкин[32][33][54]
- Владимир Колечицкий[42]
- Александр Курляндский[53]
- Андрей Кучаев[46][47]
- Борис Ласкин[41]
- Юрий Левитанский[44]
- Константин Мелихан[30][31][34]
- Михаил Мишин[33][37][47]
- Николай Монахов[45][47][55]
- Леонид Натапов
- Зиновий Паперный[32][42]
- Алексей Пьянов[44][52]
- Эдвард Радзинский[44]
- Анатолий Рас[38]
- Борис Розин[30][50]
- Виктор Славкин[40][46]
- Ефим Смолин[30][52][53][54]
- Виктор Токарев[48]
- Виктория Токарева[36]
- Леонид Треер[29]
- Анатолий Трушкин[31][32][38][52][56]
- Эдуард Успенский[40]
- Аркадий Хайт[32]
- Михаил Швыдкой[52]
- Андрей Яхонтов[38]

Актёры
- Карен Аванесян[33]
- Амаяк Акопян[35]
- Ян Арлазоров[42]
- Ольга Аросева
- Галина Базаркина[34]
- Георгий Бурков[32]
- Ролан Быков[40]
- Евгений Весник[48]
- Владимир Винокур[30][31][32][57]
- Зиновий Гердт[41]
- Людмила Гурченко[39]
- Вадим Дабужский[52]
- Михаил Державин[29][32][49]
- Сергей Дитятев[52]
- Татьяна Догилева[47]
- Татьяна Доронина[55]
- Геннадий Дудник[46]
- Михаил Евдокимов
- Валерий Золотухин[45][48]
- Рина Зелёная[39][46]
- Николай Караченцов[36]
- Владимир Качан[35][46][53]
- Роман Карцев и Виктор Ильченко[36]
- Александр Котов
- Юрий Куклачёв[40]
- Евгений Лебедев[45]
- Владимир Ляховицкий[37]
- Максим Максимов[37]
- Георгий Менглет[29]
- Андрей Миронов[49][50]
- Спартак Мишулин[29]
- Раиса Мухаметшина[33]
- Алексей Неклюдов
- Юрий Никулин[32]
- Клара Новикова[31][55]
- Сергей Образцов
- Анатолий Папанов[58]
- Николай Парфёнов[57]
- Алексей Петренко[34]
- Ростислав Плятт[41][43]
- Любовь Полищук[36][39][47]
- Алексей Птицын[34][54][59]
- Константин Райкин[43]
- Олег Стриженов[60]
- Роман Ткачук[49]
- Николай Трофимов[29]
- Семён Фарада[49]
- Юрий Филимонов[29]
- Александр Филиппенко[31][46][56]
- Геннадий Хазанов[30][32][33][44][51][52]
- Александр Ширвиндт[32]
- Ефим Шифрин[31][54]
- Александр Шуров и Николай Рыкунин[43]
- Владимир Этуш[36][50]
- Сергей Юрский[45]
- Леонид Ярмольник[51][52][61]

Телеведущие
- Элеонора Беляева[51]
- Владимир Ворошилов[51]
- Николай Дроздов[51]
- Николай Озеров[51]
- Юрий Сенкевич[51]
- Игорь Фесуненко[51]

Музыканты, певцы
- Давид Ашкенази[38]
- Никита Богословский[45]
- Михаил Боярский[41][45]
- Андрей Вертоградов[44]
- Григорий Гладков[29]
- Лариса Долина[53]
- Александр Дольский[52][54]
- Александр Журбин[34][36]
- Владимир Канделаки[41]
- Вахтанг Кикабидзе[29]
- Валерий Леонтьев
- Евгений Мартынов[29]
- Георгий Мовсесян[29]
- Тынис Мяги[46]
- Татьяна и Сергей Никитины[39][46]
- Левон Оганезов[57]
- Ирина Отиева[56]
- Раймонд Паулс
- Ирина Понаровская[39]
- Александр Розенбаум[47]
- Леонид Сергеев[50]
- Леонид Утесов[41]
- Леонид Чижик[62]
- Диана Шагаева[47]

Театральные коллективы
- Бим-Бом[38]
- Бурлеск[49][57]
- Летучая мышь[32]
- Люди и куклы[44]
- Лицедеи
- Маски[56]
- Четвёртая стена[31][32]

Группы
- Апельсин[34][36][44][45][48][50]
- Ариэль[29]
- Браво
- Джаз-балалайка[32]
- Земляне[37]
- Иверия[30][53][61]
- Орнамент[35]
- Последний шанс[37]
- Секрет[33]
- Сюрприз[47]

Другие участники
- Вячеслав Зайцев[49]
- Котэ Махарадзе[42]
- Глеб Саинчук[35]
- Анатолий Тараскин, редактор киножурнала «Фитиль»[50]
- Лев Шилов[38]

## Список выпусков

### Первая версия
- Выпуск 1 (15 сентября 1978 года). Ведущий — Александр Иванов. Приняли участие Ирина Понаровская, администратор клуба «12 стульев» Виктор Веселовский, Григорий Горин, Владимир Андреев, Татьяна и Сергей Никитины, клоун Андрей Николаев, Екатерина и Вячеслав Троян, Рина Зелёная, Андрей Дементьев, Любовь Полищук, Людмила Гурченко, Михаил Жванецкий и другие. Показан отрывок из спектакля Центрального академического театра Советской армии по пьесе Григория Горина «Комическая фантазия о жизни и смерти барона фон Мюнхгаузена».
- Выпуск 2 (14 января 1979 года). Ведущий — Александр Иванов. Приняли участие администратор клуба «12 стульев» Виктор Веселовский, редактор рубрики «Нарочно не придумаешь» журнала «Крокодил» Николай Монахов, а также Валерий Золотухин, Евгений Лебедев, Никита Богословский, артист Большого театра Павел Зверев, Владлен Бахнов, Лион Измайлов, театрализованный ансамбль «Люди и куклы» (город Кемерово), Сергей Юрский, Михаил Боярский. Подведены итоги конкурса «Клуб 12 строк». Показан фрагмент из спектакля по пьесе Василия Шукшина «Энергичные люди».
- Выпуск 3, «Весна» (26 мая 1979 года). Ведущий — Александр Иванов. Приняли участие администратор клуба «12 стульев» Виктор Веселовский, а также Любовь Полищук, Виктория Токарева, Николай Караченцов, Аркадий Арканов, Александр Журбин, Николай Доризо, Владимир Этуш, Александр Граве, ВИА «Апельсин», Роман Карцев и Виктор Ильченко, главный редактор журнала «Крокодил» Евгений Дубровин. Показан отрывок из спектакля театра имени Евгения Вахтангова по пьесе Мольера «Мещанин во дворянстве».
- Выпуск 4, «Отпуск» (19 августа 1979 года). Ведущий — Александр Иванов. Приняли участие администратор клуба «12 стульев» Виктор Веселовский, а также Николай Волков, Михаил Козаков, Аркадий Инин, Семён Альтов, Максим Дунаевский, Наталья Ткачёва, редактор рубрики «Нарочно не придумаешь» журнала «Крокодил» Николай Монахов, ВИА «Апельсин», Алла Казанская и Владимир Этуш, Сергей Образцов и другие. Показаны отрывок из фильма «Д’Артаньян и три мушкетёра», пьеса Музы Павловой «Английский трамвай» и отрывок из пьесы театра кукол «Какой счёт».
- Выпуск 5, «Наши дети» (8 декабря 1979 года). Ведущий — Александр Иванов. Приняли участие Виктор Славкин, Эдуард Успенский, Ролан Быков, администратор клуба «12 стульев» Виктор Веселовский, Михаил Жванецкий и другие. Показаны отрывок из мультфильма «Дядюшка Ау», отрывок из фильма «По семейным обстоятельствам», а также карикатуры художников «Литературной газеты» — Игоря Макарова и Сергея Тюнина.
- Выпуск 6, «Большой город» (2 марта 1980 года). Ведущий — Александр Иванов. Приняли участие Александр Шуров и Николай Рыкунин, администратор клуба «12 стульев» Виктор Веселовский, Николай Парфёнов, Константин Райкин, Ростислав Плятт и другие. Показаны отрывок из спектакля театра кукол Сергея Образцова «Какой счёт» и отрывок из спектакля театра имени Моссовета по пьесе Валентина Азерникова «Возможны варианты».
- Выпуск 7, «Сказочный вечер» (3 мая 1980 года). Ведущий — Александр Иванов. Приняли участие пародийный ансамбль «Бурлеск» (город Киев), Татьяна и Сергей Никитины, Семён Фарада, Григорий Горин, Роман Ткачук, Михаил Державин, Андрей Миронов, Александр Ширвиндт и другие. Показан отрывок из фильма «Тот самый Мюнхгаузен» а также показаны фрагменты сюжета «Руками не трогать!» из киножурнала «Фитиль», №182.
- Выпуск 8, «Спорт» (18 июля 1980 года). Ведущий — Александр Иванов. Приняли участие администратор клуба «12 стульев» Виктор Веселовский, Владимир Альбинин, Котэ Махарадзе, Владимир Колечицкий, Анатолий Папанов, Зиновий Паперный, Ян Арлазоров и другие. Показан отрывок из спектакля театра кукол Сергея Образцова «Какой счёт».
- Выпуск 9, «Любовь» (23 ноября 1980 года). Ведущий — Александр Иванов. Приняли участие Тынис Мяги, администратор клуба «12 стульев» Виктор Веселовский, Андрей Кучаев, Владимир Качан, Рина Зелёная, Геннадий Дудник, Виктор Славкин, Александр Филиппенко, Татьяна и Сергей Никитины, Михаил Жванецкий и другие. Показан отрывок из пьесы «Взрослая дочь молодого человека».
- Выпуск 10, «Талант и призвание» (8 февраля 1981 года). Ведущий — Александр Иванов. Приняли участие ансамбль «Апельсин» (г. Таллин), администратор Клуба «12 стульев» Виктор Веселовский, Виктор Токарев, Михаил Задорнов, Валерий Золотухин, Леонид Чижик, Евгений Весник и другие.
- Выпуск 11, «Ретро» (2 мая 1981 года). Ведущий — Александр Иванов. Приняли участие Михаил Боярский, Ростислав Плятт, Владимир Канделаки, Зиновий Гердт, Леонид Утёсов, Борис Ласкин, администратор клуба «12 стульев» Виктор Веселовский и другие.
- Выпуск 12, «Современная наука и техника» (5 сентября 1981 года). Ведущий — Александр Иванов. Приняли участие Ярослав Голованов, Лион Измайлов, администратор клуба «12 стульев» Виктор Веселовский, Александр Бобров, Владимир Ляховицкий, Максим Максимов, Михаил Мишин, ансамбль «Земляне», Михаил Генин и другие.
- Выпуск 13, «Наш дом» (3 января 1982 года). Ведущий — Александр Иванов. Приняли участие Фазиль Искандер, Раймонд Паулс, Владимир Винокур, Левон Оганезов, Татьяна Доронина, Алексей Птицын, редактор рубрики «Нарочно не придумаешь» журнала «Крокодил» Николай Монахов и другие. Показан отрывок из спектакля Аркадия Арканова «Выхожу один я…» (пародия «Поющие голубцы» на вокально-инструментальный ансамбль в исполнении Владимира Винокура и Левона Оганезова).
- Выпуск 14, «Пародийный вернисаж» (5 июня 1982 года). Ведущий — Александр Иванов. Приняли участие ансамбль «Апельсин» (г. Таллин), администратор клуба «12 стульев» Виктор Веселовский, Юрий Левитанский, Андрей Вертоградов, Алексей Пьянов, театрализованный ансамбль «Люди и куклы» (г. Кемерово), Аркадий Инин, Эдвард Радзинский, Зиновий Паперный, Геннадий Хазанов и другие.
- Выпуск 15, «День открытых дверей в Институте Юмора» (17 июля 1982 года). Ведущий — Александр Иванов. Приняли участие ансамбль «Иверия» (г. Тбилиси), администратор клуба «12 стульев» Виктор Веселовский, Герберт Кемоклидзе, Леонид Ярмольник, Ольга Аросева, Юрий Никулин и другие.
- Выпуск 16, "Журнал «Вокруг „Вокруг смеха“» (26 декабря 1982 года). Ведущий — Александр Иванов. Приняли участие ансамбль «Орнамент» (г. Рига), администратор клуба «12 стульев» Виктор Веселовский, Глеб Саинчук, Амаяк Акопян, Владимир Качан, Аркадий Арканов и другие.
- Выпуск 17, «Ярмарка смеха» (1 апреля 1983 года). Ведущий — Александр Иванов. Приняли участие администратор клуба «12 стульев» Виктор Веселовский, а также Владлен Бахнов, ансамбль «Ариэль», Владимир Альбинин, Григорий Гладков, Леонид Треер (г. Новосибирск), Вадим Дабужский, Георгий Менглет, Спартак Мишулин, Михаил Державин, Юрий Филимонов, Николай Трофимов, Евгений Мартынов, Георгий Мовсесян, Вахтанг Кикабидзе и другие.
- Выпуск 18, «Ателье юмора» (31 июля 1983 года). Ведущий — Александр Иванов. Приняли участие администратор клуба «12 стульев» Виктор Веселовский, а также Леонид Ярмольник, Олег Стриженов, Виктория Токарева, Михаил Задорнов, пародийная группа «Бим-Бом» и другие. Показан отрывок из фильма «Поговори на моём языке».
- Выпуск 19, «Книга» (3 сентября 1983 года). Ведущий — Александр Иванов. Приняли участие Ефим Смолин, Виктор Коклюшкин, Александр Дольский, Ефим Шифрин, театрализованный ансамбль «Люди и куклы» (г. Кемерово), Алексей Птицын и другие. Показан отрывок из фильма по мотивам рассказа Антона Чехова «Драма».
- Выпуск 20, «Клубный день» (31 декабря 1983 года). Ведущий — Александр Иванов. Приняли участие Михаил Задорнов, Клара Новикова, Аркадий Инин, Владимир Колечицкий, Татьяна Доронина, редактор рубрики «Нарочно не придумаешь» журнала «Крокодил» Николай Монахов и другие. Показаны отрывок из мультфильма «Ну, погоди! (выпуск 12)» и отрывок из спектакля московского Театра Кукол «Кукольный бенефис».
- Выпуск 21, «Весенний бал юмористов» (17 марта 1984 года). Ведущий — Александр Иванов. Приняли участие Владимир Вишневский, Андрей Яхонтов, Роберт Рождественский, Надежда Бабкина и ансамбль «Русская песня», Леонид Ярмольник, Вячеслав Котёночкин, Евгений Весник, Григорий Горин и другие. Показаны отрывок из мультфильма «Ну, погоди!» и отрывок из фильма по рассказу «Ёжик» «Фортуна».
- Выпуск 22, «Автопробег» (26 мая 1984 года). Ведущий — Александр Иванов. Приняли участие пародийная группа «Бим-Бом», Андрей Яхонтов, Римма Казакова, Борис Брайнин, Давид Ашкенази, Анатолий Рас, Лев Шилов, Сергей Юрский, Аркадий Инин, Анатолий Трушкин и другие. Показаны отрывки из фильмов «Тайна железной двери», «Золотой телёнок» и «Одиноким предоставляется общежитие».
- Выпуск 23, «Однодневные курсы» (12 августа 1984 года). Ведущий — Александр Иванов. Приняли участие Владимир Волин, Николай Зиновьев, Валерий Леонтьев, Семён Альтов, Зиновий Паперный, Булат Окуджава, Валерий Золотухин, Михаил Задорнов, Геннадий Хазанов и другие.
- Выпуск 24, «Розыгрыши» (1 января 1985 года). Ведущий — Александр Иванов. Приняли участие Константин Мелихан, Виктор Славкин, Валерий Леонтьев, Михаил Генин, Аркадий Арканов, Александр Дольский, Михаил Евдокимов, Роман Карцев, Виктор Ильченко, Владимир Шаинский, Лион Измайлов, Михаил Задорнов.
- Выпуск 25, «Традиционный сбор» (31 марта 1985 года). Ведущий — Александр Иванов. Приняли участие ансамбль «Иверия» (г. Тбилиси), Леонид Ярмольник, Владимир Качан, Фазиль Искандер, Лариса Долина, Александр Курляндский, Ефим Смолин и другие. Показаны отрывок из мультфильма «Ну, погоди!» и отрывок из мультфильма «Возвращение блудного попугая».
- Выпуск 26, «Студенческий» (2 мая 1985 года). Ведущий — Александр Иванов. Приняли участие Леонид Треер (г. Новосибирск), Ирина Отиева, Владимир Колечицкий, Александр Филиппенко, ансамбль пантомимы «Маски» (г. Одесса), Анатолий Трушкин и другие.
- Выпуск 27, «Время» (1 января 1986 года). Ведущий — Александр Иванов. Приняли участие ансамбль «Апельсин» (г. Таллин), Аркадий Инин, Александр Журбин, Галина Базаркина, Аркадий Арканов, Алексей Птицын, Алексей Петренко, Михаил Жванецкий, Константин Мелихан и другие. Показан отрывок из фильма «В. Давыдов и Голиаф».
- Выпуск 28, «Именины юмора» (1 апреля 1986 года). Ведущий — Александр Иванов. Приняли участие Михаил Задорнов, Ефим Смолин, Алексей Пьянов, Анатолий Трушкин, ответственный секретарь журнала «Театр» Михаил Швыдкой, Геннадий Хазанов, Леонид Ярмольник, Александр Дольский, Сергей Дитятев, Вадим Дабужский.
- Выпуск 29, «Город юмора» (10 августа 1986 года). Ведущий — Александр Иванов. Приняли участие Диана Шагаева, Владимир Волин, вокальная группа «Сюрприз», Андрей Кучаев, Татьяна Догилева, Михаил Мишин, Александр Розенбаум, редактор рубрики «Нарочно не придумаешь» журнала «Крокодил» Николай Монахов, Михаил Жванецкий.
- Выпуск 30, «Реклама» (6 сентября 1986 года). Ведущий — Александр Иванов. Приняли участие Лион Измайлов, Александр Филиппенко, Леонид Натапов, Семён Альтов и другие.
- Выпуск 31, «Газета „Вокруг смеха“» (26 октября 1986 года). Ведущий — Александр Иванов. Приняли участие ансамбль «Апельсин» (г. Таллин), редактор киножурнала «Фитиль» Анатолий Тараскин, Леонид Сергеев, Андрей Миронов, Владимир Этуш, Борис Розин (г. Рига), Михаил Задорнов, Михаил Жванецкий и другие.
- Выпуск 32, «В гостях у „Вокруг смеха“ программы Центрального телевидения» (31 декабря 1986 года). Ведущий — Александр Иванов. Приняли участие Николай Дроздов, Леонид Ярмольник, Элеонора Беляева, Георгий Васильев, Алексей Иващенко, Юрий Сенкевич, Константин Мелихан, Клара Новикова, Игорь Фесуненко, Анатолий Трушкин, Владимир Ворошилов, Геннадий Хазанов, Николай Озеров.
- Выпуск 33, «Отпуск Александра Иванова» (1 апреля 1987 года). Ведущий — Александр Иванов. Приняли участие группа «Апельсин» (Таллин), Семён Альтов, Леонид Натапов, Леонид Треер (г. Новосибирск), ансамбль «Браво», Алексей Неклюдов, Михаил Мишин, Владимир Качан, Михаил Задорнов, Геннадий Хазанов, Роман Карцев, Виктор Ильченко.
- Выпуск 34, «Новогодний» (31 декабря 1987 года). Ведущий — Александр Иванов. Приняли участие ансамбль «Иверия» (г. Тбилиси), Михаил Задорнов, Семён Альтов, Владимир Волин, Константин Мелихан, Борис Розин (Рига), Ефим Смолин, Владимир Колечицкий, Владимир Винокур.
- Выпуск 35, «Прощание» (24 июня 1988 года). Ведущий — Александр Иванов. Приняли участие Аркадий Арканов, а также бит-квартет «Секрет», Михаил Мишин, Алексей Иващенко, Георгий Васильев, Виктор Коклюшкин, Раиса Мухаметшина, Карен Аванесян, Геннадий Хазанов. Показаны отрывок из капустника Ленинградского театра комедии им. Н. П. Акимова, отрывок из капустника московских артистов, отрывок из капустника артистов МХТ «Массовская ложа» и отрывок из спектакля-капустника «Все звёзды» в исполнении артистов Ташкентского русского драматического театра.
- Выпуск 36, «Фестиваль сатиры и юмора „Очень-89“ в Ленинграде» (31 декабря 1989 года). Ведущие — Александр Иванов, Аркадий Арканов, Вадим Жук. Приняли участие Константин Мелихан, Семён Альтов, Леонид Якубович, Клара Новикова, Анатолий Трушкин, Ефим Шифрин, Игорь Иртеньев, Александр Филиппенко, Михаил Жванецкий, Геннадий Хазанов, Владимир Винокур и другие. Показан отрывок из вечера театрального капустника.
- Выпуск 37, «Бенефис Семёна Альтова» (7 апреля 1990 года). Ведущие — Александр Иванов, Геннадий Хазанов.
- Выпуск 38, «Про анекдот» (1 апреля 1991 года). Ведущий — Александр Иванов. Приняли участие Владимир Винокур, а также квинтет «Джаз-балалайка», Анатолий Трушкин, театр-кабаре «Летучая мышь» под руководством Григория Гурвича, театр-студия «Четвёртая стена» под руководством Вадима Жука, Виктор Коклюшкин, Зиновий Паперный, Григорий Горин, Алексей Иващенко, Георгий Васильев, Юрий Никулин, Александр Ширвиндт, Михаил Державин, Аркадий Арканов, редактор киножурнала «Фитиль» Анатолий Тараскин, Аркадий Хайт, Георгий Бурков, Геннадий Хазанов.

### Вторая версия
- Выпуск 39, «Юрий Никулин» (1 апреля 2017 года). Ведущий — Ефим Шифрин. Приняли участие участники прежнего «Вокруг смеха» — Михаил Боярский, Левон Оганезов и Семён Альтов, а также стендап-комик Игорь Меерсон, пародист Олег Есенин, Максим Никулин с сыновьями, Николай Валуев, театр клоунады «Лицедеи», сотрудники журнала «Красная бурда» Владимир Логинов и Владимир Маурин и другие.
- Выпуск 40, «Андрей Миронов» (15 апреля 2017 года). Ведущий — Ефим Шифрин. Приняли участие участник прежнего «Вокруг смеха» Михаил Боярский, а также Александр Ревва, Дмитрий Харатьян, Тимур Родригез, Андрей Кайков, Владимир Кисаров, Анатолий Белый, Станислав Дужников, Александр Олешко, Мария Голубкина и другие.
- Выпуск 41, «Григорий Горин» (22 апреля 2017 года). Ведущий — Ефим Шифрин. Приняли участие Михаил Полицеймако, пародист Олег Есенин, Сергей Белоголовцев, участники проекта «Голос. Дети» Кирилл Скрипник, Мария Мирова и Ярослава Дегтярёва, режиссёр Марк Захаров и актёры театра «Ленком», Сева Москвин и группа «Глом!» и другие.
- Выпуск 42, «Анатолий Папанов» (29 апреля 2017 года). Ведущий — Ефим Шифрин. Приняли участие Валерий Леонтьев, Елена Папанова, Виктор Мережко, Оскар Кучера, Сергей Белоголовцев, Сергей Пиоро, пародист Константин Кожевников и другие. Были показаны отрывки из фильмов «Бриллиантовая рука» и «Как создавался Робинзон», а также фрагмент из телепередачи «Утренняя почта» (выпуск «Зоопарк», 1983 г.) с участием Анатолия Папанова.
- Выпуск 43, «Аркадий Арканов» (6 мая 2017 года). Ведущий — Ефим Шифрин. Приняли участие Левон Оганезов и Владимир Кисаров, Игорь Крутой, Александр Буйнов, Аркадий Укупник, пародисты Олег Есенин и Михаил Грушевский, Эвелина Блёданс и другие. Был показан отрывок из мультфильма «Очень синяя борода».
- Выпуск 44, «Семён Альтов» (13 мая 2017 года). Ведущий — Ефим Шифрин. Приняли участие собственно Семён Альтов, а также Андрей Максимков, Андрей Ургант, Людмила Сенчина, Сергей Лосев, Борис Смолкин, стендап-комик Игорь Меерсон, клоун Леонид Лейкин, Галина Коньшина и другие.
- Выпуск 45, «Специальный выпуск» (27 мая 2017 года). Ведущий — Ефим Шифрин. Приняли участие Анна Ардова, Татьяна Васильева, Тимур Родригез, Марина Яковлева, Елена Бирюкова, Михаил Трухин, группа «Ундервуд», шоу толстушек «Ха-Ха, Тушки!» и другие.
- Выпуск 46, «Тележурнал» (3 июня 2017 года). Ведущий — Ефим Шифрин. Были показаны лучшие номера прошлых выпусков программы.
- Выпуск 47, «Тележурнал» (10 июня 2017 года). Ведущий — Ефим Шифрин. Были показаны лучшие номера прошлых выпусков программы и совсем новые выступления любимых артистов, среди которых — Леонид Агутин, Эвелина Блёданс, Светлана Галка, Валентина Рубцова, Яна Крайнова, Дмитрий Малашенко, Григорий Данцигер, Андрей Кайков, Даниил Щебланов и другие.
- Выпуск 48 (17 июня 2017 года). Ведущий — Ефим Шифрин. Приняли участие Тимур Родригез, Анна Ардова, Николай Фоменко, Галина Стаханова, Андрей Кайков, Елена Бирюкова, Светлана Галка, Дмитрий Малашенко, Даниил Щебланов и другие.
- Выпуск 49, «Отношения мужчины и женщины» (24 июня 2017 года). Ведущий — Ефим Шифрин. Приняли участие Аркадий Укупник, Эвелина Блёданс, Анна Ардова, Галина Коньшина, Левон Оганезов, Марина Яковлева и другие.
- Выпуск 50 (1 июля 2017 года). Ведущий — Ефим Шифрин. Приняли участие Эвелина Блёданс, Анна Ардова, Марина Яковлева, Светлана Галка, Татьяна Васильева, Валентина Рубцова, Алексей Кортнев, Александр Ф. Скляр, Сергей Чиграков, Евгений Маргулис, спортивный комментатор Виктор Гусев, Сергей Мазаев и другие.
- Выпуск 51 (8 июля 2017 года). Ведущий — Ефим Шифрин. Приняли участие Эвелина Блёданс, Анна Ардова, Тимур Родригез, Валентина Рубцова, Игорь Кистол, Владимир Кисаров, Ирина Киреева, арт-проект «ТенорА XXI века» и другие.
- Выпуск 52, «„Вокруг смеха“ в Ялте» (19 августа 2017 года). Ведущий — Ефим Шифрин. Приняли участие Эвелина Блёданс, Татьяна Васильева, Светлана Галка, Николай Добрынин, Дмитрий Никулин, Яна Крайнова и другие.